# Klagetoh Chapter House
 (février 2021).
La Klagetoh Chapter House est un bâtiment américain à Klagetoh, dans le comté d'Apache, en Arizona. Achevé en 1963, cet édifice associé à la vie d'Annie Dodge Wauneka est classé National Historic Landmark depuis le 13 janvier 2021.